# راندي أرسكين
راندي أرسكين (بالإنجليزية: Randy Erskine)‏ هو لاعب غولف أمريكي، ولد في 8 يوليو 1948 في سبرينغفيلد في الولايات المتحدة.

## وصلات خارجية
- راندي أرسكين على موقع رابطة لاعبي الغولف المحترفين (الإنجليزية)